# Оленин, Артур Вячеславович
Артур Вячеславович Оленин (род. 5 января 1970) — украинский и российский футболист, который играл на позиции защитника. Выступал за множество команд. Ныне тренер. Работает в тренерском штабе Мурада Мусаева в футбольном клубе «Краснодар».

## Футбольная карьера
Артур Оленин начал выступления на футбольных полях в клубе второй украинской лиги «Океан» из Керчи. Параллельно футболист выступал за любительские клубы города.
В 1996 году Оленин получил приглашение от клуба «Волынь». В этом сезоне Оленин был одним из лидеров защиты «Волыни» и сыграл 41 матч за луцкий клуб в чемпионате, играл также за клуб в Кубке Украины против команды «Таврия». В следующем сезоне футболист потерял место в основе и сыграл за луцкую команду всего 3 матча чемпионата Украины.
С начала сезона 1998—1999 Артур Оленин стал игроком другой перволиговой команды «Явор-Сумы». В сумской команде футболист играл полтора года. В начале 2000 года стал игроком клуба первой лиги «Жемчужина» из Сочи. За российскую команду Оленин играл в течение полугода и вернулся в Украину, во второлиговую команду «Нефтяник» из Ахтырки, с которой стал победителем турнира второй лиги в группе «В». По завершении этого сезона Оленин играл за любительские клубы Немком (Краснодар) и Портовик (Керчь), после чего завершил выступления на футбольных полях.

## Карьера тренера
Артур Оленин начал тренерскую карьеру ещё во время выступлений на футбольных полях, приступив к работе тренером ДЮСШ «Краснодар-2000». В 2009—2010 году бывший футболист работал тренером клуба «Краснодар-2000». В 2011 году Артур Оленин стал одним из тренеров перволигового украинского клуба «Крымтеплица», работал в команде до июня 2012 года. В 2012 году Оленин перешел на работу в структуру российского клуба «Краснодар», работал сначала одним из тренеров юношеского состава, позже одним из тренеров клуба, затем снова вернулся к работе с юношеской командой В 2014 году возглавил клуб «Океан» из Керчи в Премьер-лиге Крыма. В 2015 году Оленину удалось привести свой клуб к победе в Кубке Крыма, однако в первенстве полуострова дела команды пошли значительно хуже, и в марте 2016 года Оленин после проигранного матча с феодосийской «Кафой» написал заявление об отставке.
В августе 2017 года Оленин возглавил «Крымтеплицу». Он проработал там до апреля 2018 года, после чего во второй раз в своей тренерской карьере вошел в тренерский штаб российского клуба «Краснодар», где стал ассистентом главного тренера Мурада Мусаева. За время работы Оленина в тренерском штабе краснодарцев команда стала двукратным бронзовым призёром чемпионата России, участвовала в групповом этапе Лиги чемпионов и Лиги Европы, где доходила до 1/8 финала. В апреле 2021 года вместе со всем тренерским штабом Оленин покинул «Краснодар».
В августе 2021 года Артур Оленин стал главным тренером клуба «ТСК-Таврия» из Симферополя. С 1 ноября 2021 года Оленин стал помощником главного тренера азербайджанского клуба «Сабах». Вместе с командой стал серебряным призёром чемпионата Азербайджана сезона-2022/2023. После этого участвовал в квалификации Лиги Конференций, где сначала одолел латвийский РФШ (2:1 и 2:0), а затем проиграл сербскому «Партизану» в серии пенальти (2:0, 0:2, 4:5 по пенальти). 1 февраля 2024 года вместе со всем тренерским штабом Оленин покинул «Сабах».
14 марта 2024 года Оленин снова стал ассистентом Мурада Мусаева в футбольном клубе «Краснодар». Вместе с командой выиграл серебряные медали российской Премьер-лиги сезона 2023/2024.
В сезоне 2024/2025 вместе с «Краснодаром» стал чемпионом России. В последнем туре команда обыграла московское «Динамо» (3:0) и на одно очко опередила «Зенит». Это чемпионство стало для «Краснодара» первым в истории.
Команда набрала 67 очков, что стало лучшим показателем в истории клуба после 30 туров Российской Премьер-лиги. Был установлен клубный рекорд по количеству побед в одном сезоне РПЛ — 20. Также «Краснодар» повторил рекорд по количеству больших побед с преимуществом в три и более мяча — 8, как и в сезоне 2018/19. Команда продемонстрировала лучшую разницу мячей за сезон (+36), заняла второе место в истории клуба по количеству забитых голов — 59 (больше всего в сезоне 2022/23 — 62), и показала второй лучший показатель по надежности обороны — 23 пропущенных мяча (менее 1/7). Кроме того, «Краснодар» провел 15 «сухих» матчей в рамках РПЛ, что явилось новым клубным рекордом.

## Достижения
- Победитель второй лиги Украины (Группы В): 2001
- Серебряный призёр чемпионата Азербайджана: 2023
- Чемпион России: 2025
- Серебряный призёр чемпионата России: 2024
- Бронзовый призёр чемпионата России: 2019, 2020